# ストラッツ・パークのローマ砦
ストラッツ・パークのローマ砦（ストラッツ・パークのローマとりで、英: Strutt's Park Roman Fort）は、イングランド・ダービーシャーのダービー郊外、ストラッツ・パークにある古代ローマのカストラ。これは紀元50年頃に建てられ、おそらく紀元75年-80年頃、ダーウェント川対岸にあるリトル・チェスターの砦に新しく置き換えられた。

## 立地
砦は現在のダフィールド・ロードとベルパー・ロードの位置にあった。その存在が初めて報告されたのは1967年である。1995年の発掘では、土盛りされた台地、石垣、丸石で舗装された道路が発見された。同じく発見された陶器は一部がトレント・アンド・ピーク考古学トラスト、およびダービー博物館に保管されている。
砦が建てられた目的は、重大な渡河行動を防ぐことにあったと思われる。1マイル足らず南へ行った所には、ダーウェント川を横切って南北に、今日イックニールド・ストリートとして知られるローマ街道が通っていたからである。さらにロング・レインとして知られる街道がここから西に、ロクシターとチェスターへ延びており、またザ・ストリートとして知られる街道が、ピーク・ディストリクトを横切ってバクストンとマンチェスターへ延びている。

## 歴史

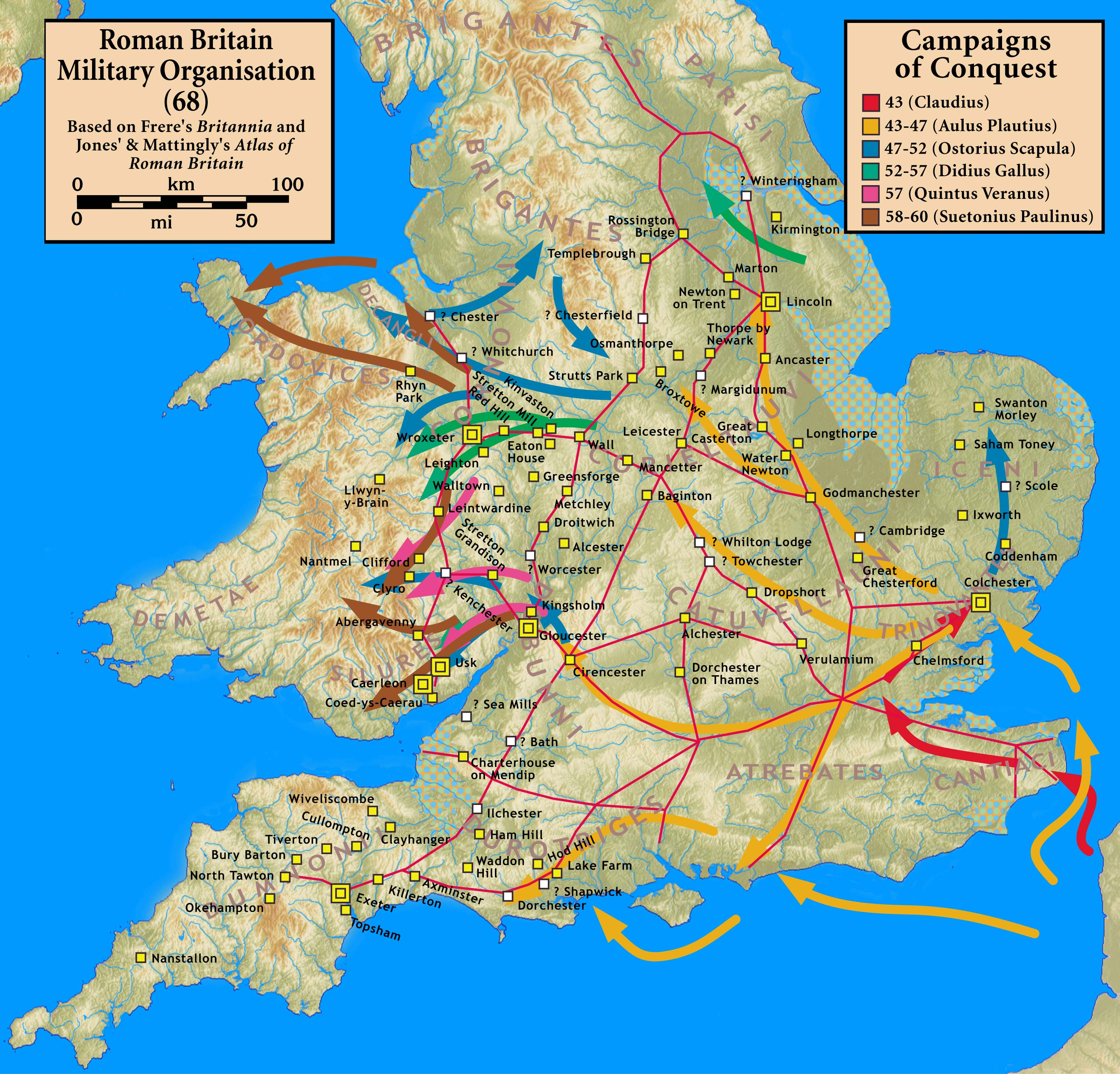
オストリウス・スカプラの遠征

紀元1世紀におけるローマのブリテン征服の概略は、複数の史料に記録されている。しかし特定の砦がそれにどう関わったかについては、歴史家は考古学的な発掘に頼ることになる。ブリテンのこの地域は、コーノヴィアイと呼ばれる部族が住んでいた。紀元46年-47年の時点で、アウルス・プラウティウス総督に率いられたローマ軍は、おそらくはこの地をトレント川の南に至るまで占領していた。47年の末、ブリテンの新しい総督となったオストリウス・スカプラは西部山地地帯（現在のウェールズ）の諸部族に対して軍事行動を開始した。対する首領のカラタクスは紀元50年のケア・カラドックの戦いで敗れ、ペナイン山脈を支配するブリガンティズの下へ逃げ込んだ。そこの女王カルティマンドゥアは、ローマ側の要求を容れ、カラタクスを引き渡した。オストリウスが没した後、後任のアウルス・ガルスはウェールズとの国境を安定させたが、それを北もしくは西へ延ばすことはしなかった。ストラッツ・パークの砦が造られたのは、おそらくはこの頃である。この砦はローマ領とブリガンティズ領の境界線からそう南へ離れていない地点にあったと思われ、その頃にはもうブリガンティズたちは連合するか、王国を形成していた。
ウェールズの山地地帯を征服する軍事行動は、クゥイントゥス・ヴェラニウス総督とその後任ガイウス・スエトニウス・パウリヌスの下でも続けられた。紀元74年頃、カルティマンドゥア女王はローマ軍に対し、反乱鎮圧の援軍を要請した。これはストラッツ・パークの北側一帯が不穏な状態にあったことを示唆している。そして紀元78年、グナエウス・ユリウス・アグリコラが総督となった。彼は義理の息子タキトゥスが大きな賞賛を込めて記した伝記によって著名である。彼はこの砦を強化し、道路を整備し、今も文献で詳らかとなっている一連の軍事行動を率いた。まず紀元78年の軍事行動では北ウェールズを再征服し、次いで79年の軍事行動ではブリガンティズ及び現在の東ヨークシャーにいたパリジアイを征服し、こうして現在の北イングランド地方の併合が完了した。ストラッツ・パークの砦は、北のブリガンティズに対して横たわる川の防衛を目的に建てられたのだとしたら、もはや必要無くなったのかもしれない。いずれにせよ、この頃に砦は、リトル・チェスターの新しい砦に取って代わられた。そこはまさにイックニールド・ストリート上にあり、発達しつつあった道路網を統制するのにより適していたのである。